# Miguel Giubergia
Miguel Ángel Giubergia (San Antonio, Jujuy, 17 de abril de 1953-Palpalá, Jujuy, 8 de octubre de 2020) fue un abogado y político argentino.

## Carrera política
Giubergia fue diputado provincial, por la provincia de Jujuy, entre 1991 y 1999 y como diputado nacional entre 1999 y 2011. También desempeño los cargos de vicepresidente de  la Comisión de Presupuesto y Hacienda hasta 2014, formó parte de la Comisión Administradora de la Biblioteca del Congreso Nacional y fue el director del Ente Nacional de Comunicaciones (ENACOM), entre otros.